# Río Fucha
Río Fucha är ett vattendrag i Colombia.   Det ligger i departementet Bogotá, i den centrala delen av landet.